# 冯艺东
冯艺东（1972年7月—），男，汉族，山东沂源人，中华人民共和国政治人物。现任中泰证券股份有限公司董事、总经理，民盟山东省委副主委。第十三、十四届全国政协委员。